# أفروديت أورانيا

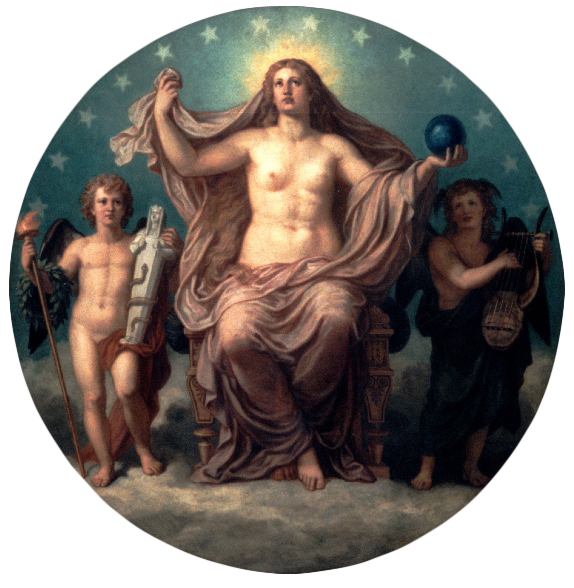
فينوس السماوية (كريستيان جريبينكيرل، 1878)

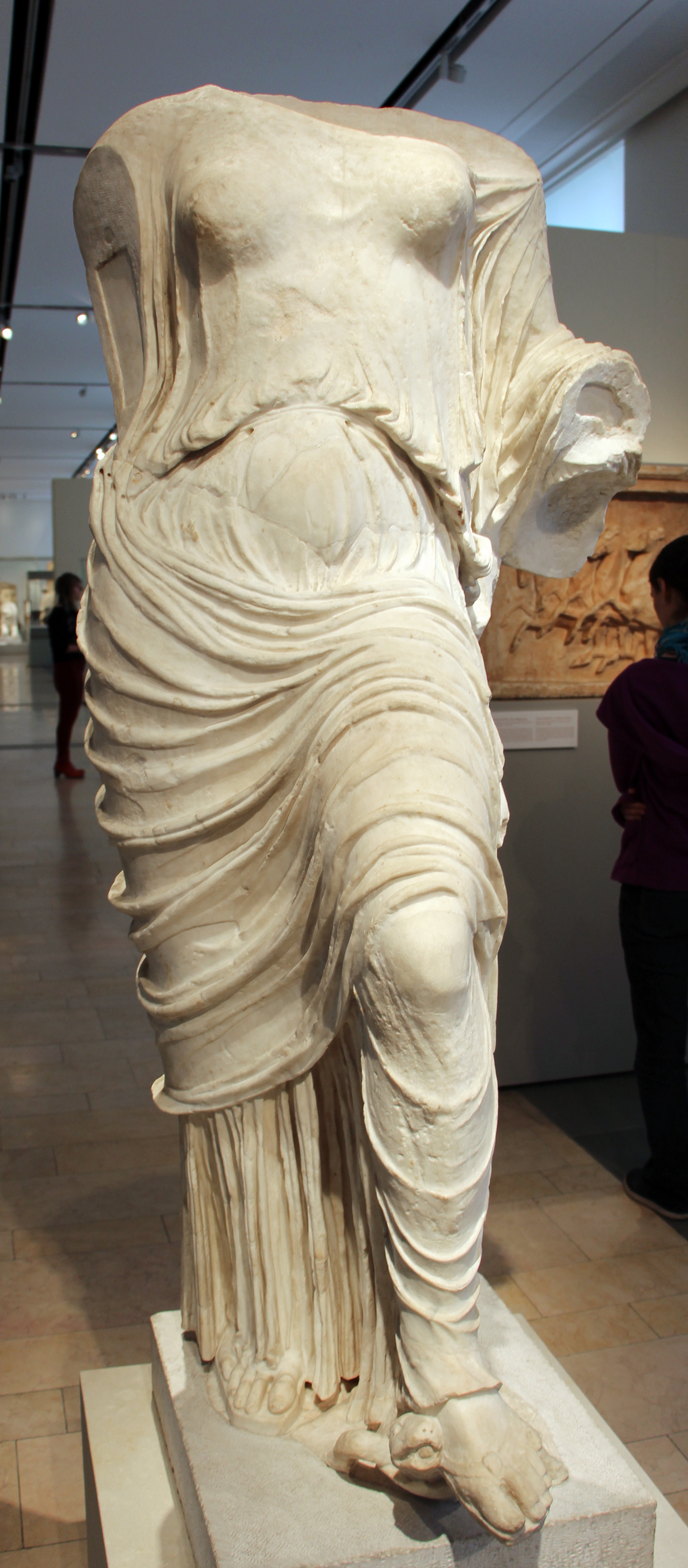
تمثال لما يسمى "أفروديت على سلحفاة"، 430-420 قبل الميلاد، أثينا.

أفروديت أورانيا أو أفروديت السماوية (بالإغريقية: Ἀφροδίτη Οὐρανία)‏، كان لقبًا للإلهة اليونانية أفروديت، والذي يشير إلى "السماوية" أو "الروحية"، لتمييزها عن جانبها الأرضي أو أفروديت بانديموس، "أفروديت لعامة الناس". تم استخدام الاثنين (في الغالب في الأدب) للتمييز بين الحب "السماوي" للجسد والروح من الشهوة الجسدية البحتة. مثلها أفلاطون على أنها ابنة الإله اليوناني أورانوس، التي وُلدت بدون أم. وفقًا لهسيود، فقد ولدت من الأعضاء التناسلية المقطوعة لأورانوس وخرجت من رغوة البحر.

## أورانيا وبانديموس
وفقًا لأفلاطون، هناك اثنتان من أفروديت، "الكبرى، التي ليس لها أم، وتُدعى أفروديت السماوية [أورانيا] - وهي ابنة أورانوس؛ الصُغرى، وهي ابنة زيوس وديون - وتُدعى" العامة "[بانديموس]." يذكر زينوفونأيضًا هذا التفسير.

## علم أصل الكلمة والأسماء
وفقًا لهيرودوت، أطلق العرب على هذا الجانب من الإلهة "أليتا" أو "أليلات".

## العبادة
تأسست طقوسها لأول مرة في كيثيرا، وربما ارتبطت بتجارة الأرجوان، وفي أثينا ارتبطت بالعملاق الأسطوري بورفيريون، الملك الأرجواني. في طيبة، كرست هارمونيا (التي عُرفت لاحقًا بأنها أفروديت نفسها) ثلاثة تماثيل: أفروديت أورانيا، وبانديموس، وأبوتروفيا. لم يُستخدم النبيذ في الإراقة المقدمة لها.

## الأيقونية
تم تمثيل أفروديت أورانيا في الفن اليوناني تقف على بجعة أو سلحفاة أو كرة أرضية.